# Padre Hurtado
Padre Hurtado este o comună din provincia Talagante, regiunea Metropolitană Santiago, Chile, cu o populație de 38.768 locuitori (2012) și o suprafață de 80,8 km2.